# 賴秋媚
賴秋媚（1963年7月29日—），生於臺灣省彰化縣，民主進步黨籍新北市政治人物，現任民進黨中央執行委員。曾任新北市議員。

## 選舉紀錄
| 年度 | 選舉屆數             | 選舉區           | 所屬政黨   | 得票數 | 得票率 | 當選標記 | 備註 |
| ---- | -------------------- | ---------------- | ---------- | ------ | ------ | -------- | ---- |
| 2010 | 第一屆新北市議員選舉 | 新北市第二選舉區 | 民主進步黨 | 19,808 | 5.99%  |          |      |
| 2014 | 第二屆新北市議員選舉 | 新北市第二選舉區 | 民主進步黨 | 21,927 | 7.18%  |          |      |
| 2018 | 第三屆新北市議員選舉 | 新北市第二選舉區 | 民主進步黨 | 18,977 | 5.65%  |          |      |
| 2022 | 第四屆新北市議員選舉 | 新北市第二選舉區 | 民主進步黨 | 20,201 | 16.23% |          |      |

## 爭議

### 賄選
2022年12月20日，賴秋媚在2022年新北市議員選舉連任失利後，遭爆出涉嫌透過餐會向具投票資格的民眾賄選。檢調單位與新北市警察局前往賴秋媚服務處與住處等3處搜索，查扣電腦資料等證物，並帶回賴秋媚等2名被告調查，另通知10餘名證人到案說明。經過漏夜偵訊後，檢察官認為賴秋媚與戴女涉嫌違反公職人員選舉罷免法，犯罪嫌疑重大，分別以30萬元與20萬元交保。
檢方調查後發現，賴秋媚雖確有宴客情事，但該宴會與會者須繳交費用始得參加，非有買票之意。故予以不起訴處分。

## 外部連結
- 賴秋媚的Facebook專頁